# Nicola Franceschina
Nicola Franceschina (* 26. Mai 1977 in Bormio) ist ein ehemaliger italienischer Shorttracker.

## Werdegang
Franceschina trat international erstmals bei den Teamweltmeisterschaften 1996 in Lake Placid in Erscheinung, wo er die Bronzemedaille gewann. Im folgenden Jahr holte er bei den Teamweltmeisterschaften in Seoul und bei den Weltmeisterschaften in Nagano jeweils die Bronzemedaille mit der Staffel. Bei der Winter-Universiade 1997 in Muju gewann er die Bronzemedaille über 1000 m und die Silbermedaille über 500 m. In der Saison 1997/98 holte er bei den Teamweltmeisterschaften 1998 in Bormio erneut die Bronzemedaille und bei den Europameisterschaften 1998 in Budapest die Silbermedaille mit der Staffel. Zudem kam er dort auf den fünften Platz im Mehrkampf und bei den Weltmeisterschaften 1998 in Wien auf den fünften Platz über 500 m. Beim Saisonhöhepunkt, den Olympischen Winterspielen 1998 in Nagano, wurde er Vierter mit der Staffel.
Nach zweiten Plätzen über 1000 m und mit der Staffel beim Weltcup in Montreal zu Beginn der Saison 1998/99, holte Franceschina in Saratoga Springs mit der Staffel seinen ersten Weltcupsieg. Zudem errang er drei zweite Plätze sowie einen dritten Platz und siegte ebenfalls in Zoetermeer über 1000 m sowie in Székesfehérvár mit der Staffel. Bei den Europameisterschaften 1999 in Oberstdorf gewann er die Silbermedaille im Mehrkampf sowie die Goldmedaille mit der Staffel und bei der Winter-Universiade 1999 in Poprad die Bronzemedaille über 1000 m sowie jeweils die Goldmedaille über 500 m und 1500 m. Beim Saisonhöhepunkt, den Weltmeisterschaften 1999 in Sofia, belegte er den 14. Platz im Mehrkampf sowie den vierten Rang mit der Staffel und bei den Teamweltmeisterschaften 1999 in St. Louis den sechsten Platz. Die Saison beendete er auf dem zehnten Platz in der Weltcupwertung über 500 m, auf dem neunten Rang in der Weltcupwertung über 1500 m und jeweils auf dem fünften Platz in der Weltcupwertung über 1000 m und im Mehrkampf-Weltcup. In der Saison 1999/2000 lief er beim Weltcup in Göteborg auf den zweiten Platz mit der Staffel und holte bei den Europameisterschaften 2000 in Bormio die Bronzemedaille im Mehrkampf sowie die Goldmedaille mit der Staffel und bei den Teamweltmeisterschaften 2000 in Den Haag die Bronzemedaille. Bei den Weltmeisterschaften 2000 in Sheffield belegte er den 16. Platz im Mehrkampf und gewann die Bronzemedaille mit der Staffel. Im folgenden Jahr kam er bei den Weltmeisterschaften 2001 in Jeonju auf den 21. Platz im Mehrkampf sowie auf den vierten Rang mit der Staffel und bei den Teamweltmeisterschaften 2001 in Nobeyama auf den sechsten Platz. Außerdem holte er bei den Europameisterschaften 2001 in Den Haag erneut die Goldmedaille mit der Staffel und errang beim Weltcup in Provo mit der Staffel den dritten Platz. In der Saison 2001/02 lief er beim Weltcup in Sofia auf den dritten Platz über 1500 m sowie auf den zweiten Rang mit der Staffel und in Amsterdam auf den zweiten Platz mit der Staffel. Bei den Europameisterschaften 2002 in Grenoble wurde er Vierter im Mehrkampf und holte die Goldmedaille mit der Staffel. Außerdem belegte er bei den Teamweltmeisterschaften 2002 in Montreal den vierten Platz und bei den Weltmeisterschaften 2002 in Montreal den 18. Platz im Mehrkampf sowie den vierten Rang mit der Staffel. Beim Saisonhöhepunkt, den Olympischen Winterspielen 2002 in Salt Lake City, errang er den 12. Platz über 500 m und gewann die Silbermedaille mit der Staffel.
Nach Platz drei über 500 m in Chuncheon zu Beginn der Saison 2002/03, kam Franceschina jeweils zweimal auf den zweiten und dritten Platz und erreichte zum Saisonende jeweils den sechsten Platz im Mehrkampf-Weltcup und in der Weltcupwertung über 1000 m sowie den fünften Rang in der Weltcupwertung über 500 m. Bei den Weltmeisterschaften 2003 in Warschau und bei den Teamweltmeisterschaften 2003 in Sofia wurde er jeweils Vierter mit der Staffel. Zudem gewann er bei den Europameisterschaften 2003 in Sankt Petersburg die Bronzemedaille im Mehrkampf sowie die Goldmedaille mit der Staffel und bei der Winter-Universiade 2003 in Tarvisio die Silbermedaille mit der Staffel. In der Saison 2003/04 lief er im Weltcup je zweimal auf den zweiten und dritten Platz und wurde zum Saisonende Siebter in der Weltcupwertung über 1000 m. Bei den Europameisterschaften 2004 in Zoetermeer wiederholte er das Ergebnis aus dem Vorjahr und gewann bei den Weltmeisterschaften 2004 in Göteborg sowie bei den Teamweltmeisterschaften 2004 in Sankt Petersburg jeweils die Bronzemedaille mit der Staffel. Im folgenden Jahr siegte er in Budapest mit der Staffel und kam damit letztmals im Weltcup aufs Podest. Bei den Europameisterschaften 2005 in Turin errang er den vierten Platz mit der Staffel und die Bronzemedaille mit der Staffel. Im März 2005 belegte er bei den Weltmeisterschaften in Peking den 17. Platz im Mehrkampf sowie den fünften Rang mit der Staffel und bei den Teamweltmeisterschaften in Chuncheon den fünften Platz. Zudem nahm er an der Winter-Universiade 2005 in Innsbruck teil, wobei der fünfte Platz über 1500 m sein bestes Ergebnis war. In seiner letzten aktiven Saison 2005/06 gewann er bei den Europameisterschaften 2006 in Krynica-Zdrój nochmals die Goldmedaille mit der Staffel und errang bei den Teamweltmeisterschaften 2006 in Montreal den vierten Platz. Außerdem wurde er bei den Europameisterschaften Vierter im Mehrkampf und beim Saisonhöhepunkt, den Olympischen Winterspielen 2006 in Turin, Vierter mit der Staffel.

## Erfolge

### Olympische Spiele
- 1998 Nagano: 4. Platz Staffel
- 2002 Salt Lake City: 2. Platz Staffel, 12. Platz 500 m
- 2006 Turin: 4. Platz Staffel

### Shorttrack-Weltmeisterschaften
- 1997 Nagano: 3. Platz Staffel
- 1998 Wien: 5. Platz 500 m
- 1999 Sofia: 4. Platz Staffel, 9. Platz 1500 m, 14. Platz Mehrkampf, 15. Platz 500 m, 17. Platz 1000 m
- 2000 Sheffield: 3. Platz Staffel, 15. Platz 1500 m, 16. Platz Mehrkampf, 17. Platz 1000 m, 19. Platz 500 m
- 2001 Jeonju: 4. Platz Staffel, 10. Platz 1000 m, 21. Platz Mehrkampf, 36. Platz 1500 m, 45. Platz 500 m
- 2002 Montreal: 4. Platz Staffel, 12. Platz 1500 m, 12. Platz 1000 m, 18. Platz Mehrkampf, 46. Platz 500 m
- 2003 Warschau: 4. Platz Staffel
- 2004 Göteborg: 3. Platz Staffel
- 2005 Peking: 5. Platz Staffel, 15. Platz 500 m, 17. Platz Mehrkampf, 18. Platz 1000 m, 24. Platz 1500 m

### Team-Weltmeisterschaften
- 1996 Lake Placid: 3. Platz
- 1997 Seoul: 3. Platz
- 1998 Bormio: 3. Platz
- 1999 St. Louis: 6. Platz
- 2000 Den Haag: 3. Platz
- 2001 Nobeyama: 6. Platz
- 2002 Montreal: 4. Platz
- 2003 Sofia: 4. Platz
- 2004 St. Petersburg: 3. Platz
- 2005 Chuncheon: 5. Platz
- 2006 Montreal: 4. Platz

### Europameisterschaften
- 1998 Budapest: 2. Platz Staffel, 5. Platz Mehrkampf
- 1999 Oberstdorf: 1. Platz Staffel, 2. Platz Mehrkampf
- 2000 Bormio: 1. Platz Staffel, 3. Platz Mehrkampf
- 2001 Den Haag: 1. Platz Staffel
- 2002 Grenoble: 1. Platz Staffel, 4. Platz Mehrkampf
- 2003 St. Petersburg: 1. Platz Staffel, 3. Platz Mehrkampf
- 2004 Zoetermeer: 1. Platz Staffel, 3. Platz Mehrkampf
- 2005 Turin: 3. Platz Mehrkampf, 4. Platz Staffel
- 2006 Krynica-Zdrój: 1. Platz Staffel, 4. Platz Mehrkampf

### Weltcupsiege

#### Weltcupsiege im Einzel
| Nr. | Datum            | Ort        | Disziplin |
| --- | ---------------- | ---------- | --------- |
| 1.  | 30. Oktober 1998 | Zoetermeer | 1000 m    |

#### Weltcupsiege im Team
| Nr. | Datum            | Ort                |
| --- | ---------------- | ------------------ |
| 1.  | 4. Oktober 1998  | Saratoga Springs 1 |
| 2.  | 8. November 1998 | Székesfehérvár 1   |
| 3.  | 5. Februar 2005  | Budapest 2         |

## Persönliche Bestleistungen
| Disziplin | Zeit         | Datum           | Ort           |
| --------- | ------------ | --------------- | ------------- |
| 500 m     | 42,152 s     | 23. Januar 1999 | Oberstdorf    |
| 1000 m    | 1:28,761 min | 22. Januar 2006 | Krynica-Zdrój |
| 1500 m    | 2:19,635 min | 19. Januar 2005 | Innsbruck     |
| 3000 m    | 4:52,706 min | 22. Januar 2005 | Innsbruck     |